# James Sorensen
James Sorensen (Melbourne, 18 de julho de 1986) é um ator australiano que fez aparições em séries de televisão, filmes e comerciais.

## Biografia
James cresceu em Sydney. Seu pai, Paulus Straub, era um engenheiro eletrônico que trabalhava com energia solar. Sua mãe é Claudia Sorensen. James tem um irmão chamado Jannis e uma irmã gêmea.
Em 2000, a família mudou-se para Newcastle. Os pais de James puderam oferecer vendas de formação, treinamento de teatro e cursos similares.
Em 2002, ele conseguiu um pequeno papel em um comercial. Seu sucesso veio com o filme As Crônicas de Nárnia em que ele desempenha um adolescente problemático.